# Edotia oculopetiolata
Edotia oculopetiolata är en kräftdjursart som beskrevs av Mrs. Sheppard 1957. Edotia oculopetiolata ingår i släktet Edotia och familjen tånglöss. Inga underarter finns listade i Catalogue of Life.